# Romina Pleschko

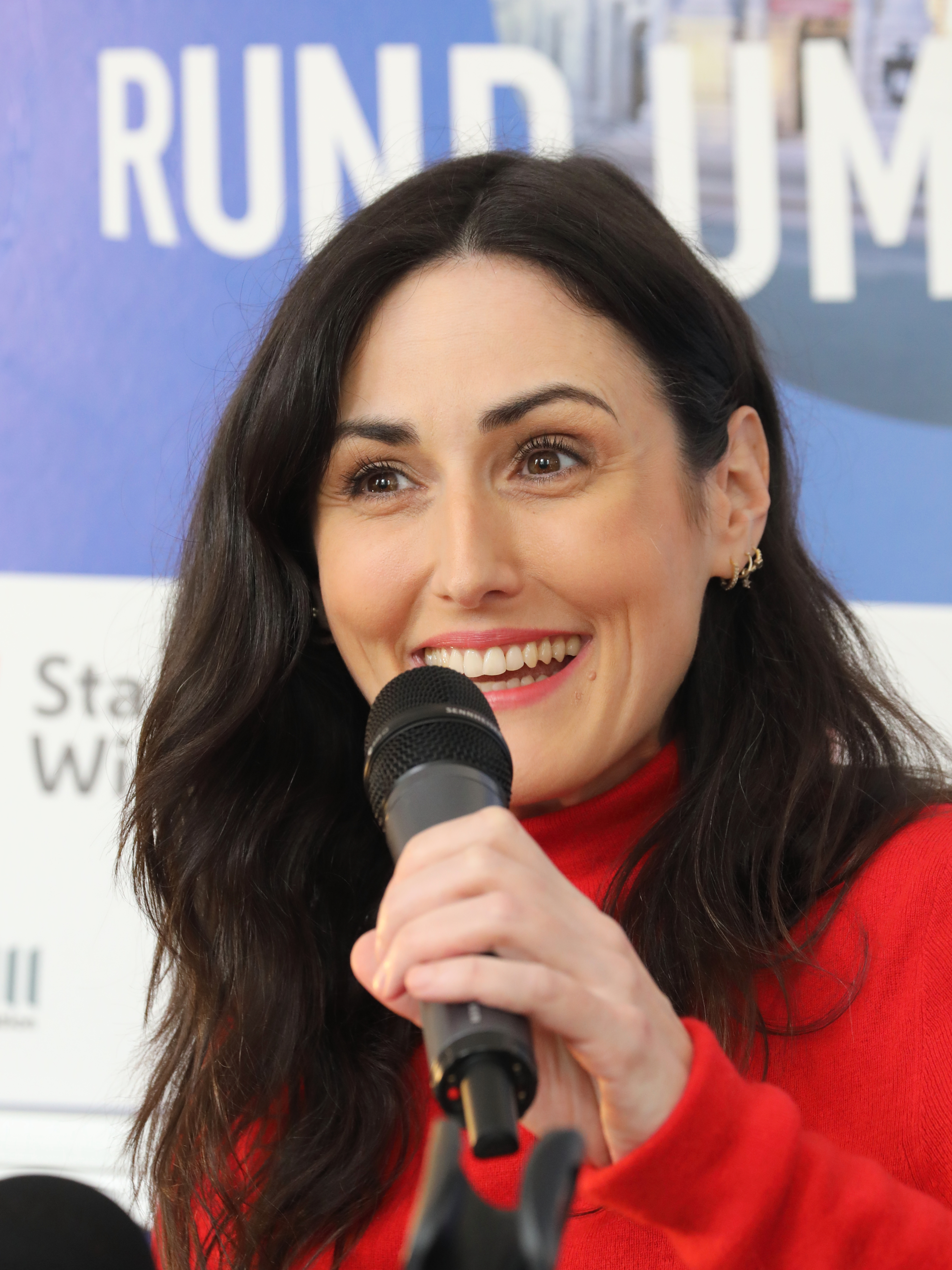
Romina Pleschko beim Buchfestival Rund um die Burg (2023)

Romina Pleschko (* 1983 in Gmunden, Oberösterreich) ist eine österreichische Schriftstellerin.

## Leben
Romina Pleschko studierte von 2001 bis 2005 Schauspiel am damaligen Konservatorium der Stadt Wien und hatte unter anderem Engagements bei den Wiener Festwochen, am Theater Rampe in Stuttgart und beim Donaufestival in Krems an der Donau. Außerdem studierte sie Japanologie. Auslandsaufenthalte führten sie nach Tokio und Hamburg, wo sie mehrere Jahre als Make-up-Artist tätig war.
2016/17 absolvierte sie die Leondinger Akademie für Literatur. 2019 gewann sie die ORF-III-Literaturinitiative Writer in Residence. Für 2021/22 erhielt sie ein Projektstipendium des Bundesministeriums für Kunst, Kultur, öffentlichen Dienst und Sport (BMKÖS). 2021 veröffentlichte sie ihren Debütroman Ameisenmonarchie im Verlag Kremayr & Scheriau, für den sie für den Franz-Tumler-Literaturpreis nominiert war. 2023 erschien ihr zweiter Roman Offene Gewässer über das Leben einer Außenseiterin in der fiktiven Kleinstadt Liebstatt.

## Publikationen (Auswahl)
- 2021: Ameisenmonarchie, Kremayr & Scheriau, Wien 2021, ISBN 978-3-218-01270-6.
- 2023: Offene Gewässer, Kremayr & Scheriau, Wien 2023, ISBN 978-3-218-01384-0.

## Auszeichnungen und Nominierungen (Auswahl)
- 2019: Gewinnerin der ORF-III-Literaturinitiative Writer in Residence[2]
- 2021: Nominierung für den Franz-Tumler-Literaturpreis mit Ameisenmonarchie[3][4][5]
- 2021/22: Projektstipendium des Bundesministeriums für Kunst, Kultur, öffentlichen Dienst und Sport (BMKÖS)[1]
- 2024: Nominierung für den Internationalen Literaturpreises Merano-Europa/Premio Merano Europa mit Offene Gewässer[6]